# Omska oblast
Omska oblast (rusko О́мская о́бласть) je oblast v Rusiji v Sibirskem federalnem okrožju. Na zahodu in severu meji na Tjumensko oblast, na vzhodu na Tomsko in Novosibirsko oblast in na jugu na Kazahstan. Ustanovljena je bila 7. decembra 1934.